# Граб редкоцветковый
Граб редкоцветковый (лат. Carpinus laxiflora) — вид лиственных деревьев из рода Граб (Carpinus) семейства Берёзовые (Betulaceae).
В культуру введен с 1914 года, но мало распространен.

## Распространение и экология
В природе ареал вида охватывает Японию и Корейский полуостров.
Произрастает вместе с грабом японским (Carpinus japonica) в горных листопадных лесах, но на более теплых местах. Верхняя граница на юге ареала лежит на высоте около 1000 м над уровнем моря, на севере спускается до прибрежной полосы. 

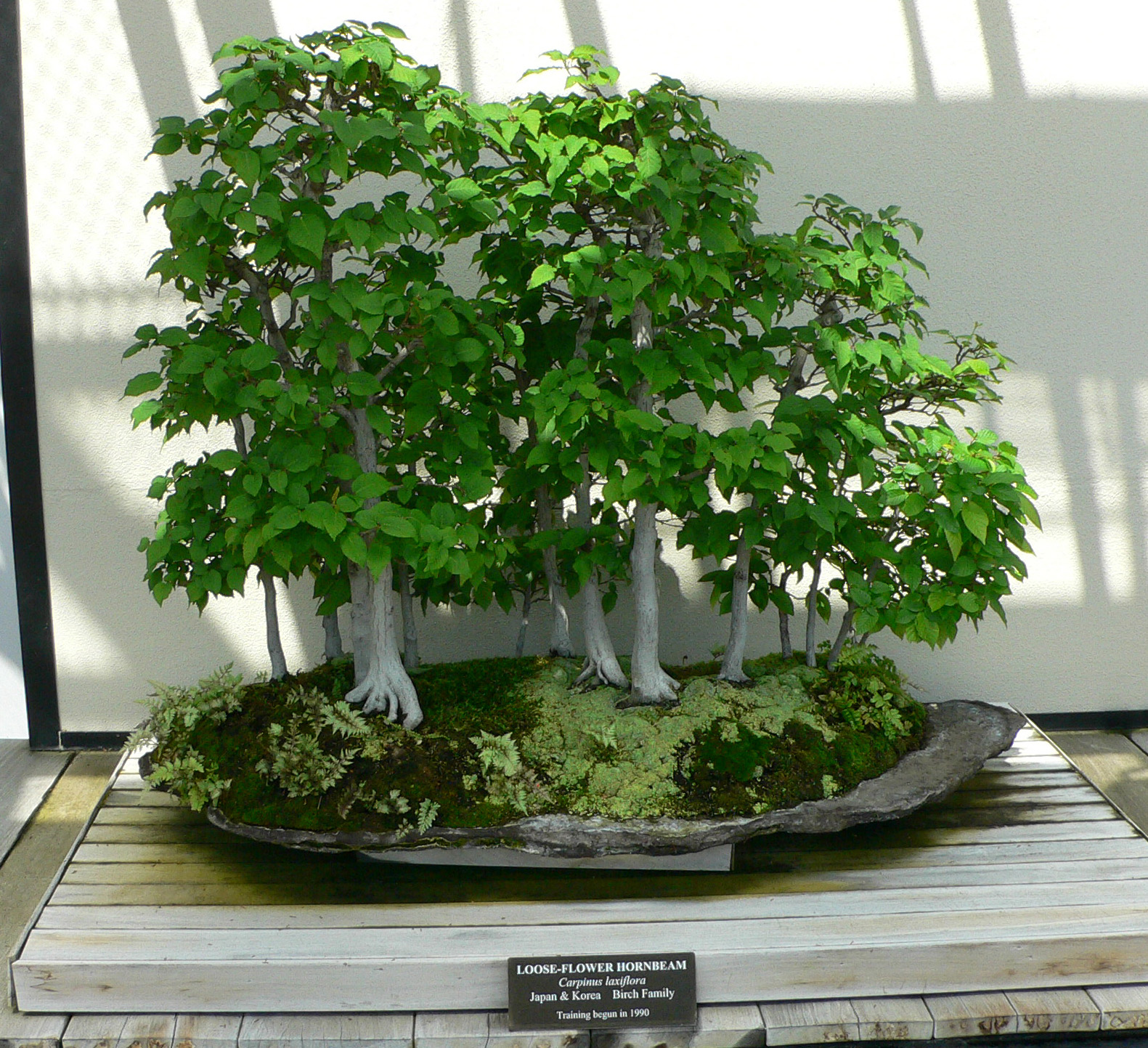
Бонсай

## Ботаническое описание
Деревья высотой до 15 м. Ствол тонкий, стройный, одетый гладкой, светло-серой, иногда, почти белой корой.
Почки длиной около 1 см, красно-коричневые, блестящие. Листья овальные или овально-эллиптические, длиной 4—7 см, шириной 2—4 см, круто суженные в длинное остриё, при основании неравнобоко-округлые, голые, на черешках длиной 6—18 мм.
Пестичные серёжки повислые, рыхлые, длиной 5—7 см, на длинных ножках. Прицветные чешуи слабо трёхлопастные, при основании с острой ланцетной средней долей, зубчатой по одной стороне.
Плод — железисто-точечный орешек.

## Таксономия
Вид Граб редкоцветковый входит в род Граб (Carpinus) подсемейства Лещиновые (Coryloideae) семейства Берёзовые (Betulaceae) порядка Букоцветные (Fagales).
|  |                                      |  |                                                             |                                                             |                     |  | ещё 7 семейств (согласно Системе APG II) | ещё 7 семейств (согласно Системе APG II)                   |                                                            |  |  |  | ещё 3 рода   | ещё 3 рода              |  |  |
|  |                                      |  |                                                             |                                                             |                     |  | ещё 7 семейств (согласно Системе APG II) | ещё 7 семейств (согласно Системе APG II)                   |                                                            |  |  |  | ещё 3 рода   | ещё 3 рода              |  |  |
|  |                                      |  |                                                             | порядок Букоцветные                                         |                     |  |                                          |                                                            | подсемейство Лещиновые                                     |  |  |  |              | вид Граб редкоцветковый |  |  |
|  |                                      |  |                                                             | порядок Букоцветные                                         |                     |  |                                          |                                                            | подсемейство Лещиновые                                     |  |  |  |              | вид Граб редкоцветковый |  |  |
|  | отдел Цветковые, или Покрытосеменные |  |                                                             |                                                             | семейство Берёзовые |  |                                          |                                                            | род Граб                                                   |  |  |  |              |                         |  |  |
|  | отдел Цветковые, или Покрытосеменные |  |                                                             |                                                             |                     |  |                                          |                                                            |                                                            |  |  |  |              |                         |  |  |
|  |                                      |  | ещё 44 порядка цветковых растений (согласно Системе APG II) | ещё 44 порядка цветковых растений (согласно Системе APG II) |                     |  |                                          | ещё одно подсемейство, Берёзовые (согласно Системе APG II) | ещё одно подсемейство, Берёзовые (согласно Системе APG II) |  |  |  | ещё 40 видов |                         |  |  |
|  |                                      |  |                                                             | ещё 44 порядка цветковых растений (согласно Системе APG II) |                     |  |                                          |                                                            | ещё одно подсемейство, Берёзовые (согласно Системе APG II) |  |  |  |              |                         |  |  |